# ألكسي ماميكن
ألكسي ماميكن (مواليد 29 فبراير 1936) هو لاعب كرة قدم. لعب مع منتخب الاتحاد السوفييتي لكرة القدم. سبق له أن لعب في كأس العالم لكرة القدم مع منتخب بلاده.

## روابط خارجية
- ألكسي ماميكن على موقع الاتحاد الدولي (مؤرشف)  (الإنجليزية)
- ألكسي ماميكن على موقع قاعدة بيانات كرة القدم.إي يو (الإنجليزية)
- ألكسي ماميكن على موقع ناشيونال فوتبول تيمز (الإنجليزية)
- ألكسي ماميكن على موقع عالم كرة القدم.نت (الإنجليزية)